# Ичин, Корнелия
Корнелия Ичин (серб. Корнелија Ичин / Kornelija Ičin; род. 18 мая 1964, Белград) — сербский литературовед, славист, исследователь русского авангарда, переводчик. Профессор филологического факультета Белградского университета.

## Биография
Окончила филологический факультет Белградского университета, ученица Миливое Йовановича. Кандидатскую диссертацию защитила в 1993-м году по циклу стихотворений "Синяя звезда" Николая Гумилёва, докторскую — в 1999-м по драматургии Льва Лунца.
Профессор (c 2004-го) филологического факультета Белградского университета.
Научные интересы: культура Серебряного века, русская поэзия XX века, русский авангард, литература абсурда, русская драма и театр, русское живописное искусство, русское немое кино..
Главный редактор (с 2013 г.) журнала «Зборник Матице српске за славистику» (входит в базы журналов SCOPUS, ERIH PLUS и WOS-ESCI). Член редколлегии журнала «Slavica Tergestina». Участвует в работе Лаборатории человека и культуры XXI века, основанной семиотиком, лингвистом, философом Руднев, Вадим Петрович.

## Награды и премии
- Международная отметина имени отца русского футуризма Давида Бурлюка[3]
- Премия Андрея Белого за 2024 год в международной номинации за "выдающиеся заслуги в диалоге с русской культурой".

## Организатор международных научных конференций
- 17–19 апреля 2003 г.: "Юрий Ракитин: жизнь, творчество, воспоминания"
- 23–25 октября 2003 г.: "Космизм и русская литература: к 100-летию со дня рождения Николая Федорова"
- 23–25 сентября 2004 г.: "Александр Введенский  в контексте мирового авангарда
- 14–18 декабря 2005 г.: "Даниил Хармс — авангард в действии и в отмирании
- 25–28 сентября 2006 г:: "Художественное пространство русского модерна".
- 6–9 сентября 2007 г:: "Русский авангард и идеология".
- 16–19 декабря 2009 г.: "Русский авангард и наука".
- 1–5 декабря 2010 г:: "Казимир Малевич: без границ".[2].
- 1–5 декабря  2010 г:: "Античная литература и славянские литературы".
- 2–5 октября 2011 г.: "Русская философия сегодня: об искусстве и политике".
- 13–17 июня 2012 г.: "Авангардист Иљя Зданевич".
- 27–31 августа 2012 г.: "Культура модернизма: славянско-японский диалог".
- 27–30 июня 2013 г.: "Война и авангард".
- 24–28 июня 2015 г.: "Русское искусство после оттепели".
- 26–29 июня 2016 г.: "Русская мысль о событии: философский и культурный аспекты"
- 31 августа – 3 сентября 2016 г.: "От утопии к катастрофе: советский культурный эксперимент"
- 20–24 сентября 2017 г.: "Революция и искусство 1917–2017".
- 25–27 октября 2019 г.: "Московский концептуализм".
- 28 сентября – 2 октября 2022 г.: От андеграунда до акционизма: русский контекст
- 5 – 8 сентября 2024 г.: Авангард и конец истории